# Генс, Якоб
Якоб (Якуб, Яков) Генс (1905, Илловечяй Шяуляйский уезд, Российская империя — 14 сентября 1943, Вильнюс) — председатель юденрата Виленского гетто.

## Жизнь
Якоб Генс служил добровольцем в литовской армии в 1919 году. Как сионист, он был близок к ревизионистам.
Якоб Генс переехал из Каунаса в Вильнюс в июле 1940 года, чтобы не попасть в руки НКВД, потому что опасался, что его, как сиониста, арестуют как антисоветский элемент. Там он благодаря содействию своего брата Соломона устроился на работу на малооплачиваемую должность в больнице, назначение на которую не требовало отчётности перед политическими органами, и таким образом, избежал депортации «буржуазных элементов» в Сибирь в 1941 году.
После немецкого вторжения в Советский Союз и оккупации Вильно немцами в конце июня 1941 года он был назначен главой Еврейской больницы. В начале сентября 1941 года Анатолий Фрид, тогдашний председатель юденрата, поручил ему организовать полицию в гетто и руководить ею. Полиция гетто содействовала СС в депортации десятков тысяч евреев в немецкие лагеря смерти. Как глава полиции гетто, Генс отвечал за отбор жертв. В этой должности он пытался спасти от депортации как можно больше жителей гетто.
Его отношение к вооруженному сопротивлению было двойственным. Он поддерживал контакты с отдельными лидерами бригад и по некоторым слухам, выступал за восстание против ликвидации.
После того, как немецкая полиция выследила движение сопротивления в гетто, Объединённую партизанскую организацию (FPO), Генс арестовал лидера движения Ицика Виттенберга по запросу немцев. После того, как сторонники Виттенберга первоначально смогли отбить его, он сам сдался гестапо, чтобы предотвратить угрозу уничтожения гетто. Сообщается, что Генс дал Виттенбергу капсулу с цианистым калием, при помощи которой тот позже покончил жизнь самоубийством, находясь в немецкой тюрьме.
В сентябре 1943 года виленское гетто было «эвакуировано». 14 сентября 1943 года Генса отправили в гестапо. Хотя его предупредили, что немцы хотят его убить, он подчинился приказу и был застрелен гестаповцами в 18:00.
Жена Генса Эльвира (урождённая Будрекайте, литовка по происхождению) и его дочь Ада (9.10.1926 — после 2008, в замужестве Устянаускас), жившие за пределами гетто, получив известия о его смерти, немедленно укрылись у знакомых. По окончании войны они переехали в Польшу, а оттуда, через несколько стран — в Австралию.
Генс — герой документального фильма «Тайна Виленского гетто» (авторское название — «Мне не страшно») режиссёров Лилии Вьюгиной и Романа Иванова вышедшего в 2005 году.
Его история была использована в сюжете снятого в 2006 году художественного фильма под названием «Гетто»; роль Генса сыграл Хайно Ферх.